# Contea di Yuncheng
La contea di Yuncheng (郓城县S, Yùnchéng XiànP) è una contea della Cina, situata nella provincia dello Shandong e amministrata dalla prefettura di Heze.